# Димитър Талев
Димитър Талев Петров Палисламов е български писател и журналист. Роден през 1898 година в град Прилеп в Македония, той завършва Софийския университет и от средата на 20-те години се занимава с литературна дейност, като дълго време е журналист в популярните вестници „Македония“ и „Зора“. След Деветосептемврийския преврат от 1944 година и установяването на тоталитарния комунистически режим в страната е обявен за „великобългарски шовинист“ и прекарва няколко години в затвори и концентрационни лагери. След освобождаването си е постепенно реабилитиран от режима и до смъртта си през 1966 година издава поредица от исторически романи, сред които „Преспанската тетралогия“ – „Железният светилник“, „Преспанските камбани“, „Илинден“ и „Гласовете ви чувам“ – които му донасят голяма популярност и го утвърждават като един от класиците на българската литература.

## Биография

### Ранни години
Димитър Талев е роден на 1 септември 1898 година (по стар стил; 13 септември – по нов стил) в град Прилеп, област Македония, тогава все още под османска власт. Баща му Тале Палисламов е майстор железар, чийто дядо се е преселил в Прилеп от пелагонийското село Светомитрани, майка му Донка Хаджитолева е от прилепски род. В дома им владее дух на патриархална сърдечност и възрожденски патриотизъм. Братът на Димитър, Георги Талев, много по-възрастен от него, е учител и революционер от ВМОРО; при него идват селяни от цялата околия, в къщата се правят обиски. „Веднаж заварих в една стая у дома цела чета – разказва Талев. – Но у нас и децата беха посветени в тайната на революционната организация, знаеха, че требва да пазят четата“.
Първоначално учи в Прилеп, учител му е Йордан Ацев, който съумява да запали любовта му към четенето, а от майка си наследява разказваческия дар. На 9 години остава без баща, скръбта по него го подтиква да напише едно от първите си стихотворения. Балканската, Междусъюзническата и Първата световна война определят безсистемното му образование. В 1912 година постъпва в Солунската гимназия, после учи в Скопие, Стара Загора; завършва гимназия в Битоля през 1920 година.
След гимназията Талев посещава лекции в чужбина по медицина и по философия. Следва по един семестър в Загреб и Виена през 1920 – 1921 г. После изучава и завършва славянска филология в Софийския университет през 1925 г., където слуша лекции при професорите Иван Шишманов, Йордан Иванов, Боян Пенев, Михаил Арнаудов, Любомир Милетич и Стефан Младенов. Те искат да го привлекат като научен работник, но той решава, че неговото поприще е писателството. Издава книгата „Сълзите на мама“ – увлекателни и интересни разказчета за деца. „В тях има нещо много меко и нравствено“, споделя синът му Братислав Талев, „за отношението към дома, към майка, към Бог“. Талев споделя напълно моралните принципи на християнството. Близкият му познат, писателят Владимир Свинтила пише за него, че „на младини е марксист“, но впоследствие „пръв у нас извървя пътя от Маркс до Христа“.
През 1927 година е привлечен като коректор във вестник „Македония“, който се оформя постепенно като орган на дясното крило на македонското движение (на Иван Михайлов). През 1929 година поема поста редактор към изданието, а още на следващата година става главен редактор (1930 – 1931). През януари 1931 година Талев е делегат от Прилепското братство на ІХ редовен конгрес на Съюза на македонските емигрантски организации.
Заради политическата несигурност през 30-те години на XX век работата му изисква голяма предпазливост. Когато през 1933 година е убит директорът на вестник „Македония“, Димитър Талев заема поста. Братислав Талев разказва, че баща му приема новата длъжност „като дълг“. През 1934 година са разпуснати всички партии, включително македонските дружества, поради което спира издаването на вестник „Македония“. След тези промени Талев става сътрудник към вестник „Зора“ и заедно с Йордан Бадев води литературния отдел между 1938 и 1944 година.
Постепенно той еволюира във възгледите си и вместо да защитава независима Македония, за каквато пледира до преврата на 19 май 1934 г., след това се бори за Македония в границите на Царство България. Талев приема анексията от 19 април 1941 г. като дългоочакван щастлив завършек на македонските борби. Вярва, че родният му край завинаги остава в пределите на българската държава и затова благодари на германското оръжие. Той скърби и за без време отишлия си цар Борис и бичува безразличието на родната интелигенция, която не се вълнува от изхода на Втората световна война. Талев воюва с перото си с противниците на Райха – болшевишкия СССР и плутократите от Англия и САЩ. През 1944 г. обаче Талев разбира, че Германия губи войната, а това означава, че Македония ще бъде загубена за родната кауза. Тогава се сеща за заръката на приятеля си Мануш Стаменов – „Ти трябва да напишеш нещо за Македония!“. И решава, че е настъпил моментът за неговото Петокнижие, с което поне в литературата Македония и България ще бъдат заедно. Талев започва да печата в „Зора“ знаменитата си сага „Железният светилник“.

### СледДеветосептемврийския преврат
Новата политическа конюнктура променя политиката на България по Македонския въпрос изцяло и започва активна македонизация на Пиринския край. Димитър Талев е обявен за „фашист“ и „великобългарски шовинист“. и е изключен от Съюза на българските писатели.
Арестуван е на 18 октомври 1944 г. и е задържан в Дирекцията на милицията и в Софийския централен затвор (до април 1945). Оттам е изпратен в „трудово-изправително селище“ в Бобов дол, където тежките условия влошават здравето му. Пуснат е благодарение на застъпничеството на Тодор Попадамов пред Христо Калайджиев през август 1945 г.
Докато е на свобода работи върху романа си „Железният светилник“, публикуван отчасти още преди Деветосептемврийския преврат, и го завършва през лятото на 1946 г. Опитва се да го издаде, но не успява; романът попада в Георги Караславов, който го задържа до 1952 г.
През октомври 1947 г. е арестуван отново. В тежко здравословно състояние е въдворен на работа в „трудово-изправително селище“ „Куциян“, в открития рудник, където здравето му се влошава още повече. Талев оцелява благодарение на всеотдайните грижи на съпругата му и помощта на сълагерниците му (Кръстьо Рашев и други). Веднъж е затрупан при свличане на въглищни пластове, но затворниците Йордан Вълчев и Христо Колев - Големия успяват да го изровят с ръце и да го спасят. На 10 януари 1948 г. е преместен в рудника „Богданов дол“. Отново действията на Тодор Попадамов и Христо Калайджиев, заедно с Георги Кулишев, тогава подпредседател на Народното събрание, със съдействието и на Георги Караславов и Георги Константинов, успяват да издействат освобождаването му (февруари 1948).
След това семейството на Димитър Талев е изселено от София в Луковит, където в условията на обществена изолация, през следващите десет години той доработва романа „Железният светилник“, създава „Преспанските камбани“ и „Илинден“.
По-късно пред Владимир Свинтила Талев сравнява престоя си в трудово-изправителното селище с Голгота:
| „ | Не зная страдал ли съм. Справях се с едно и с друго. Ти сам знаеш какво е концлагер. Целият си напрегнат – да изживееш тази минута и после следващата, и после следващата. В този смисъл страдание няма. Не можеш да застанеш да съзерцаваш, да кажеш: Аз страдам. Тялото ти, мишците ти са напрегнати. Ако изживееш това усилие, значи си спасен. За кратко, но спасен. Това е Голгота. […] Голготата е едно усилие да се направи следващата крачка. Историческият Иисус, не Спасителят, не Синът Божи, а човекът, в който е въплътен, прави следващата страшна крачка. | “ |

В края на 50-те и началото на 60-те години на XX век властта променя вижданията си по Македонския въпрос и постепенно застава на патриотични позиции. В резултат Талев е реабилитиран напълно, като се посвещава на свободна писателска практика. Талев е отличен със званията „Заслужил деятел на културата“ (1963), „Народен деятел на културата“(1966), избран е за член на Управителния съвет на СБП, става лауреат на Димитровска награда за 1959 г. Избран е за народен представител в V народно събрание през 1966 г.
През 2016 г. Димитър Талев е удостоен посмъртно със званието „Почетен гражданин на община Луковит“.
През 2024 година регистрираната в обществена полза фондация на издателя Манол Пейков купува 2/3 от родната къщата на Димитър Талев в Прилеп.

## Писателска дейност

### Белетристика

#### Преди Девети септември

##### Разкази, импресии, приказки и етюди
За пръв път печата като ученик в Скопската гимназия в началото на 1917 г. разказа „В очакване“ (вестник „Родина“, г. II, бр. 283 от 12. III. 1917 г.), написан по подражание на Иван Вазов, под чието влияние впоследствие укрепва дарованието му. По време на студентските си години (Д. Талев следва българска филология в Софийския държавен университет в периода от 1921 до 1925 г. включително), попаднал под влиянието на прогресивно настроени среди, прави първите си опити за социална проза. Сам изживял страданията на една тревожна младост, преминала под знака на събитията след кървавия погром на Илинденското въстание и трите последователни войни на Балканите, изстрадал несигурността, болестите и хроническото недояждане на едно военновременно поколение, обречено на безсистемно образование и скитничество, в столицата на „свободна“ България Талев естествено проявява интерес към социалната проблематика на века, към съдбата на онеправданите. Плод на тази социална отзивчивост и на временните му социалистически настроения са неговите разкази, импресии и етюди, намерили гостоприемството на работническия и комунистически печат от първата половина на 20-те години: „Вампирът“ (в. „Работнически вестник“, седмична литературна притурка № 35 бр. 205 от 24. II. 1923 г.; препечатан във в. „Работническо единство“, бр. 28 от 27. V. 1924); „Паяк“ („Лъч“, бр. 26 от 24. XI. 1923); „На улицата. Откъслеци“ (сп. „Нов път“, г. I, 1924, кн. 13). „Големият Петко и малкият Петко“ (сп. „Нов път“, г. II, 1925, кн. 13). Без да отбелязват етап в идейно-творческото му развитие, написани в духа на социалистическата проза, тези разкази представляват интерес преди всичко като свидетелство за широката популярност на прогресивните социални настроения на десетилетието, сред най-будната част от студентската младеж. През 1925 г. Талев издава първата си самостоятелна книга „Сълзите на мама“ – приказки за деца, наситени със сълзлив сантиментализъм и наивитет.

##### „Усилни години“
Първото му голямо начинание – трилогията „Усилни години“ („В дрезгавината на утрото“, „Подем“, „Илинден“) е смел опит на младия автор да създаде епическо романово повествование за прелюдията, кулминацията и поражението на Илинденско-Преображенското въстание (1903), озарило с пожарите си детството му, породило в младостта убеждението, че „требва да напише нещо големо за Македония“. Свидетелство за творческо дръзновение (Талев няма предходници и значителни съперници в илинденската романова проблематика), трилогията е документ за ранната целенасоченост, за обречеността на писателя на една съдбовна тема – революционноосвободителните борби из Македония, за полувековното изстрадване на една идея – свободата на родината. В стремежа към всеобхватност и изчерпателност авторът изгражда повествование, изпъстрено с епизоди на илюстративна доказателственост, самоцелно битоописателство и сензационни фабулни ефекти. Въстанието е представено като дело на учители-просветители; не се прониква в неговите исторически закономерности, в същината на социалнопсихологическите, националните и локалните му характеристики. Но в „Усилни години“ се съдържат моменти, подсказващи появата на бъдещия писател сърцевед, народопсихолог и историописец: съзрява концепцията му за човешкия образ като средоточие на историческия живот на нацията, индивидуализацията на героите (убедителна или тенденциозно преднамерена) става основен изобразителен принцип на художника, а отделни сцени са симптоматични за значителни пластико-изобразителни възможности. Романистът се движи с по-голяма сигурност в света на второстепенните герои, носители на нравствените добродетели на българина, на историческия му скептицизъм и съзнателна жертвеност. Набелязват се доминантите в типологията на Талевата историко-психологическа романистика: намалена до минимум историческа дистанция, историзъм, подвластен на стихията на носталгичните пориви, на изгарящата съпричастност и възрожденското патосно преклонение пред героичното в неговите национални и индивидуално-човешки измерения. От обект на художествени изследване и реставрация историческите събития се превръщат в субективно изстрадани, премислени събития в собствената емоционална памет и човешко самосъзнание. Съзрява Талевият продуктивен автобиографизъм от възрожденски тип, при който биографията на художника съвпада с националната одисея на родния край, а трагизмът на историческите превратности се изживява като съкровена, неизразима лична болка. Прибързан опит за многопроблемно епическо сюжетостроене, „Усилни години“, е подготвителен етап, „генерална репетиция“ за бъдещия четиритомен илинденски романов летопис.

##### Разкази и повести
През 30-те години нараства пиететът на писателя към моралните устои на българина, към поезията в делничните взаимоотношения и етичния смисъл на човешкото битие. Създава разкази с битово-психологическа патриархална тематика, включени в книгите „Златният ключ“ и „Старата къща“. Интертекстуално обвързани с късното му творчество, те съдържат постижения в областта на психологическия реализъм и приобщават писателя към националната повествователна традиция – Тодор Влайков, Йордан Йовков, Константин Петканов, Стоян Загорчинов. Разказите от „Златният ключ“ и „Старата къща“ са свързани с усилията на писателя да опознае и пресъздаде поезията и прозата в живота на обикновените люде в един „среден“ македонски град, какъвто е родният град на писателя от средата на XIX в. до времето на войните, усилия, които, ще го доведат по-късно до стремежа да изведе непретенциозното съдържание на делничното човешко битие до внушителността и мащабите на историческото битие на нацията. Книгата „Великият цар“ разкрива първите опити на писателя да се вживее в драматизма на Самуиловата епоха, да възкреси патоса на едно необикновено историческо време, да внуши представа за властната привлекателност и трагичната обреченост на личността на Самуил, личност, която ще го държи в плен десетилетия наред, под чието обаяние Талев ще бъде до последните си дни. По-късно, разказите от книгата „Великият цар“ ще се окажат в основата на сюжета на трилогията „Самуил, цар български“. Извороведски характер имат биографичният очерк „Гоце Делчев“ и историческо-географското, политическо описание „Град Прилеп. Борби за род и свобода“, съдържащи част от проучената информативно-документална, фактологична основа на илинденската тетралогия. Отклонение от тази идейно-тематична линия е романът „На завой“, посветен на съвременната проблематика, оправдаващ напускането на политическата сцена в името на частнособственическата реализация, на любовта към земята и нейните пречистващи истини. Но Талев вече живее, съсредоточен в мащабния си замисъл да напише многотомна романова поредица за Илинденската епопея и трагизма на Балканите по време на войните.
В началото на 40-те години на XX век отпечатва завършени глави от „Железният светилник“ под формата на разкази във в. „Зора“ (№ 7398, 7403, 7410, 7418, 7437, 7443, 7447, 7453, 7479, 7498, 7540 от 1944 г.).

#### След Девети септември
След девети септември е заклеймен като „фашист“ и „великобългарски шовинист“. Изключен от Съюза на писателите. През октомври 1944 без да получи официално обвнинение е арестгуван, изпратев в Софийският централен затвор. Докато е в затвора коменданта на Народната милиция Лев Главинчев поръчва смъртта му, но по погрешка убиват друг арестант. През 1945 директно е изпратен в концлагер (трудово изправително отделение „Бобовдол“) от сепетември 1944 до август 1945. Тук работи на норма при нечовешки условия и развива язва. Освободен е, в края на 1945. Арестуван е отново – от октомври 1947 до февруари 1948 и е изпратен в конлагера „Куциян“, в качеството си на „враг на народа“. Един от най-ужасните му спомени е как на 20 декември 1947 го затрупва вагонетка с въглища (Талев работи като миньор в концлагера) Освободен е със застъпничеството на Георги Караславов, но над Талев и близките му започва репресия. Изселен е в Луковит, не му дават и да работи. Принуден е да се „покае“ за грешките си както и остро да осъди дейците на ВМРО.

##### „Преспанска тетралогия“
Постепенно между Сталин и Тито настъпва „застудяване“ на отношенията. Писателите проповядващи, че Македония трябва да е част от България са частично реабилитирани. Членството на Талев в Съюза на българските писатели е възстановено. Въпреки това условията в които работи той са ужасни. През 1952 той успява да публикува написаният много по-рано „Железният светилник“. Следва го „Преспанските камбани“. В тези книги автотърът отстоява идеите за борбите на българите в Македония за национална просвета и църковна независимост. През 1955 излиза и романът му „Илинден“, последвана от „Гласовете ви чувам“ (която излиза едва през 1966 г.). Четирилогията е първият и уникален по обхват и дълбочина в българската литература романов епос за подготовката, зенита и епилога на Илинденско-Преображенското въстание. То е изобразено като исторически закономерен, неизбежен етап от многостепенния процес на разгръщане на Българското национално възраждане и национално-демократична революция. . Възстановява процеса на организиране и утвърждаване на революционните комитети като характерна национална форма и своеобразен принос в развитието на европейските народноосвободителни движения и национални борби. Проследява извисяването на българската революционно-демократична мисъл до водещите тенденции във философско-светогледните системи на времето. Успоредно с това Талев отразява могъщите ренесансови процеси, протичащи в недрата на една локално ограничена освободителна борба. Летописът прераства в история на разкрепостяването и консолидацията на ренесансовата личност, усложнени и обременени от сгъстения исторически трагизъм, от абсурдите в националните, политически, етнопсихологически драми и конфронтация на балканските народи на един географски и исторически кръстопът (края на XIX и началото на XX век). Усвоил класическия изобразителен идеал за триединство на морално съвършенство, физическа красота и жизнеустойчивост, писателят изгражда човешки образи – въплъщение на ренесансова хармоничност и цялостност. Изобразява Илинденската епопея като време на активно изграждане на българската народностна етична култура, на ускорено формиране на националния характер и ценностна система с устойчив, общочовешки смисъл.

##### „Самуил, цар български“, повести и разкази
След издаването на първите 3 книги от тетралогията, вниманието на писателя е съсредоточено към втората голяма тема на творчеството му – темата за личността и епохата на Самуил. От 1956 до началото на 1960 г. Талев осъществява дълголетния си замисъл за разгърнато епическо повествование – написва и издава „Самуил, цар български“, трилогия романи („Щитове каменни“, „Пепеляшка и царският син“ и „Погибел“) за края на Първата българска държава. През 1948 г. Талев написва повестта „Въстанието в Чипровец“, която излиза през 1954 г. под заглавие „Кипровец въстана“, повестта представлява една своеобразна панорама на Чипровското въстание. През 1962 г. обнародва историческата повест за Братя Миладинови „Братята от Струга“ и романа за Паисий Хилендарски „Хилендарският монах“. Двете произведения говорят за интереса на писателя към възрожденската епоха. През 1962 г. излиза сборникът „Разкази. Повести“ с подзаглавие 1927 – 1960. В него Талев е събрал разкази писани през съответния период подредени в следните раздели: „Някогашни люде“, „Легенди“ и „Случки“. В сборникът присъстват и повестите „Два милиона“ и „Последно пътуване“, в които Талев рисува по-широки картини на живота, сред които героите му страдат и се борят за по-добри дни. Със забележително майсторство той разкрива човешката душа с нейните светли и тъмни страни, с нейните стремежи към красивото в живота и сблъскването с низостите.

### Критически поглед
В зрелия период на творческата си дейност Талев е всепризнат и изключително популярен писател. Участва в литературни четения и обсъждане на романите от тетралогията, споделя опита си пред млади литературни работници, публикува в периодичния печат статии, посветени на литературнотворчески и обществено-политически въпроси. В края на 1950-те години успешно са осъществени сценични реализации на „Железният светилник“ и „Преспанските камбани“, играни на сцените на столични и провинциални театри. Екранизацията на „Железният светилник“ (филмът „Иконостасът“) потвърждава богатото драматично съдържание и старинната поезия на литературния първоизточник. Произведенията на Талев са преведени на около 20 езика, между които английски, арменски, литовски, немски, полски, румънски, руски, турски, унгарски, френски, чешки и японски език.

### Публицистика
Публицистичната дейност на Димитър Талев започва в началото на 1920-те години, когато се ориентира към македонския периодичен печат (излизащ в България), обнародва разкази, пътеписни очерци, легенди, импресии във вестниците „Македонска трибуна“, „Свобода или смърт“, „Вардар“, в сп. „Родина“ и др.
В началото на 1927 г. става коректор във вестник „Македония“; през 1929 г. влиза в редколегията, а от втората половина на 1930 г. до септември 1931 г. е главен редактор, а от 1933 до 1934 г. – директор на вестника. Води рубриката „Из ден в ден“ с коментари на злободневни теми на времето. Публикува всекидневно уводни (програмни) статии, полемични материали, коментари, очерци, спомени, разкази, „поетическа география на Македония“, отразяващи героичното минало и трагичното настояще на македонските освободителни борби. По-късно пише под рубриката „На свободни теми“ с псевдонима Димо Болгарин. По вид статиите му във в. „Македония“ са: исторически; идейно-революционни; политически; морално-етични; сатирични; пътеписни и мемоарни. През август 1934 г. вестникът е спрян.
През 1935 г. Талев постъпва във вестник „Зора“ като сътрудник, а от 1938 до септември 1944 г. отговаря за културния отдел на вестника. Тук печата разкази, пътеписи, спомени, театрални отзиви, портрети на писатели, статии по културни и обществено-политически въпроси. Ако във в. „Македония“ темата на Талевата публицистика е за борбите на македонските българи за национално освобождение от сръбско и гръцко иго, то във в. „Зора“ се изправя един друг Талев – много по-въздържан и всеобхватен, един Талев стъпил на български държавни позиции спрямо Македония и пропагандиращ и утвърждаващ присъединяването на Македония към България. По вид статиите му във вестник „Зора“ са: пропагандно-патетични (за Германия); исторически; носталгично-романтични; програмно-идейни; обществено-критични и патриотично-пропагандни. През 1944 г. вестникът е спрян.
Като цяло, публицистиката му разкрива фактическа осведоменост и идейно-политически противоречия, полемичен темперамент, лични пристрастия и самозаблуди; но неизменно е пронизана от дух на страстно българолюбие и синовна обвързаност със съдбата на родния край.
От 1957 г. публикува в централния периодичен и литературен печат по проблеми на художественото творчество, историческа белетристика, творческия процес, за личности и явления от националната литературна история.

## Произведения

### Разкази, повести и романи
- Златният ключ. Разкази. (1935)
- Великият цар. Исторически разкази. (1937)
- Старата къща. Разкази. (1938)
- На завой. Роман. (1940)
- Завръщане. Разкази. (1944)
- Кипровец въстана. Повест. (1954)
- Илинденци. Роман за юноши. (1955)
- Братята от Струга. Повест. (1962)
- Разкази. Повести. (1962)
- Хилендарският монах. Роман. (1962)

### Очерци, приказки и драми
- Сълзите на мама. Приказки за деца. (1925)
- Под мрачно небе. Драма. (1932)
- Гоце Делчев. Биографичен очерк. (1942)
- Град Прилеп. Борби за род и свобода. Очерк. (1943)

### Трилогия „Самуил, цар български“
- Книга 1. Щитове каменни. (1958)
- Книга 2. Пепеляшка и царският син. (1959)
- Книга 3. Погибел. (1960)

### Трилогия „Усилни години“
- Част 1. В дрезгавината на утрото. (1928)
- Част 2. Подем. (1929)
- Част 3. Илинден. (1930)

### „Преспанска тетралогия“
- Железният светилник (1952)
- Преспанските камбани (1954)
- Илинден (1953)
- Гласовете ви чувам (1966)

## Родословие
|  |  |  |  | Наум от Тресонче (около 1800 – ?) |                               |                               |                               |                               |                               |                               |                               |                                  |                                  |                                  |                                  |                                  |                                  |                                 |                                 |                                 |                                 |                             |                             |                             |                             |  |  |  |  |  |  |  |  |  |  |  |  |  |  |  |  |  |  |  |  |  |  |  |  |  |  |  |  |  |  |
|  |  |  |  |                                   |                               |                               |                               |                               |                               |                               |                               |                                  |                                  |                                  |                                  |                                  |                                  |                                 |                                 |                                 |                                 |                             |                             |                             |                             |  |  |  |  |  |  |  |  |  |  |  |  |  |  |  |  |  |  |  |  |  |  |  |  |  |  |  |  |  |  |
|  |  |  |  | Петре Палислама (1826 – 1896)     | Петре Палислама (1826 – 1896) | Петре Палислама (1826 – 1896) | Петре Палислама (1826 – 1896) | Петре Палислама (1826 – 1896) | Петре Палислама (1826 – 1896) |                               |                               | Ордена Палисламова (1834 – 1900) | Ордена Палисламова (1834 – 1900) | Ордена Палисламова (1834 – 1900) | Ордена Палисламова (1834 – 1900) | Ордена Палисламова (1834 – 1900) | Ордена Палисламова (1834 – 1900) |                                 |                                 |                                 |                                 |                             |                             |                             |                             |  |  |  |  |  |  |  |  |  |  |  |  |  |  |  |  |  |  |  |  |  |  |  |  |  |  |  |  |  |  |
|  |  |  |  | Петре Палислама (1826 – 1896)     | Петре Палислама (1826 – 1896) | Петре Палислама (1826 – 1896) | Петре Палислама (1826 – 1896) | Петре Палислама (1826 – 1896) | Петре Палислама (1826 – 1896) |                               |                               | Ордена Палисламова (1834 – 1900) | Ордена Палисламова (1834 – 1900) | Ордена Палисламова (1834 – 1900) | Ордена Палисламова (1834 – 1900) | Ордена Палисламова (1834 – 1900) | Ордена Палисламова (1834 – 1900) |                                 |                                 |                                 |                                 |                             |                             |                             |                             |  |  |  |  |  |  |  |  |  |  |  |  |  |  |  |  |  |  |  |  |  |  |  |  |  |  |  |  |  |  |
|  |  |  |  |                                   |                               |                               |                               |                               |                               |                               |                               |                                  |                                  |                                  |                                  |                                  |                                  |                                 |                                 |                                 |                                 |                             |                             |                             |                             |  |  |  |  |  |  |  |  |  |  |  |  |  |  |  |  |  |  |  |  |  |  |  |  |  |  |  |  |  |  |
|  |  |  |  |                                   |                               |                               |                               | Тале Палисламов (1854 – 1908) | Тале Палисламов (1854 – 1908) | Тале Палисламов (1854 – 1908) | Тале Палисламов (1854 – 1908) | Тале Палисламов (1854 – 1908)    | Тале Палисламов (1854 – 1908)    |                                  |                                  | Донка Хаджитодева (1858 – 1938)  | Донка Хаджитодева (1858 – 1938)  | Донка Хаджитодева (1858 – 1938) | Донка Хаджитодева (1858 – 1938) | Донка Хаджитодева (1858 – 1938) | Донка Хаджитодева (1858 – 1938) |                             |                             |                             |                             |  |  |  |  |  |  |  |  |  |  |  |  |  |  |  |  |  |  |  |  |  |  |  |  |  |  |  |  |  |  |
|  |  |  |  |                                   |                               |                               |                               | Тале Палисламов (1854 – 1908) | Тале Палисламов (1854 – 1908) | Тале Палисламов (1854 – 1908) | Тале Палисламов (1854 – 1908) | Тале Палисламов (1854 – 1908)    | Тале Палисламов (1854 – 1908)    |                                  |                                  | Донка Хаджитодева (1858 – 1938)  | Донка Хаджитодева (1858 – 1938)  | Донка Хаджитодева (1858 – 1938) | Донка Хаджитодева (1858 – 1938) | Донка Хаджитодева (1858 – 1938) | Донка Хаджитодева (1858 – 1938) |                             |                             |                             |                             |  |  |  |  |  |  |  |  |  |  |  |  |  |  |  |  |  |  |  |  |  |  |  |  |  |  |  |  |  |  |
|  |  |  |  |                                   |                               |                               |                               |                               |                               |                               |                               |                                  |                                  |                                  |                                  |                                  |                                  |                                 |                                 |                                 |                                 |                             |                             |                             |                             |  |  |  |  |  |  |  |  |  |  |  |  |  |  |  |  |  |  |  |  |  |  |  |  |  |  |  |  |  |  |
|  |  |  |  |                                   |                               |                               |                               |                               |                               |                               |                               |                                  |                                  |                                  |                                  |                                  |                                  |                                 |                                 |                                 |                                 |                             |                             |                             |                             |  |  |  |  |  |  |  |  |  |  |  |  |  |  |  |  |  |  |  |  |  |  |  |  |  |  |  |  |  |  |
|  |  |  |  | Георги Талев (1883 – 1955?)       | Георги Талев (1883 – 1955?)   | Георги Талев (1883 – 1955?)   | Георги Талев (1883 – 1955?)   | Георги Талев (1883 – 1955?)   | Георги Талев (1883 – 1955?)   |                               |                               | Ирина Станишева (? – 1976)       | Ирина Станишева (? – 1976)       | Ирина Станишева (? – 1976)       | Ирина Станишева (? – 1976)       | Ирина Станишева (? – 1976)       | Ирина Станишева (? – 1976)       |                                 |                                 | Димитър Талев (1898 – 1966)     | Димитър Талев (1898 – 1966)     | Димитър Талев (1898 – 1966) | Димитър Талев (1898 – 1966) | Димитър Талев (1898 – 1966) | Димитър Талев (1898 – 1966) |  |  |  |  |  |  |  |  |  |  |  |  |  |  |  |  |  |  |  |  |  |  |  |  |  |  |  |  |  |  |
|  |  |  |  | Георги Талев (1883 – 1955?)       | Георги Талев (1883 – 1955?)   | Георги Талев (1883 – 1955?)   | Георги Талев (1883 – 1955?)   | Георги Талев (1883 – 1955?)   | Георги Талев (1883 – 1955?)   |                               |                               | Ирина Станишева (? – 1976)       | Ирина Станишева (? – 1976)       | Ирина Станишева (? – 1976)       | Ирина Станишева (? – 1976)       | Ирина Станишева (? – 1976)       | Ирина Станишева (? – 1976)       |                                 |                                 | Димитър Талев (1898 – 1966)     | Димитър Талев (1898 – 1966)     | Димитър Талев (1898 – 1966) | Димитър Талев (1898 – 1966) | Димитър Талев (1898 – 1966) | Димитър Талев (1898 – 1966) |  |  |  |  |  |  |  |  |  |  |  |  |  |  |  |  |  |  |  |  |  |  |  |  |  |  |  |  |  |  |
|  |  |  |  |                                   |                               |                               |                               |                               |                               |                               |                               |                                  |                                  |                                  |                                  |                                  |                                  |                                 |                                 |                                 |                                 |                             |                             |                             |                             |  |  |  |  |  |  |  |  |  |  |  |  |  |  |  |  |  |  |  |  |  |  |  |  |  |  |  |  |  |  |
|  |  |  |  |                                   |                               |                               |                               |                               |                               |                               |                               |                                  |                                  |                                  |                                  | Братислав Талев (1933 – 2013)    |                                  |                                 |                                 |                                 |                                 |                             |                             |                             |                             |  |  |  |  |  |  |  |  |  |  |  |  |  |  |  |  |  |  |  |  |  |  |  |  |  |  |  |  |  |  |

## Памет
Името на Димитър Талев носят множество географски обекти, както и културни и образователни институции. Сред тях са:
- Улици в градовете: София (Карта), Пловдив, Русе, Перник, Благоевград, Сандански, Петрич, Гоце Делчев, Луковит и др.
- Училища: 92 ОУ „Димитър Талев“ – София; ОУ „Димитър Талев“ – Пловдив; СУ „Димитър Талев“ – Добрич; 3 ОУ „Димитър Талев“ – Благоевград; НПГ „Димитър Талев“ – Гоце Делчев; ОУ „Димитър Талев“ – с. Хвостяне и др.
- Регионална библиотека „Димитър Талев“ – Благоевград.
- Къща музей „Димитър Талев“ – Прилеп (Република Северна Македония).

## Галерия
- Класът на Димитър Талев (преден ред, четвърти от ляво надясно), 1908/1909 година
- Паметна плоча на Димитър Талев на фасадата на дома му на ул. „Христо Смирненски“ 1, София
- Домът, в който Талев живее от 1939 до 1948 г. и където пише романа „Железният светилник“